# Mike Hawthorn
John Michael "Mike" Hawthorn (10. april 1929–22. januar 1959) var en britisk racerkører. Han vandt Formel 1-mesterskabet i 1958. Efter at havde vundet sit verdensmesterskab i 1958 for Scuderia Ferrari, stoppede han sin Formel 1-karriere.
Han døde i en bilulykke i 1959 i Guildford, England..